# Илль (приток Теля)
Илль (нем. Ill) — река в Германии, протекает по земле Саар. Левый приток реки Тель. Длина — 29,76 км.
Между реками Илль и Альсбах расположена природоохранная территория.